# 靜宜大學人文暨社會科學院
靜宜大學人文暨社會科學院（英語：College of Humanities & Social Sciences, Providence University），是靜宜大學的學院之一。全院有六個學系、一個研究所、三個碩士學位學程、二個研究中心。

## 系所及研究所

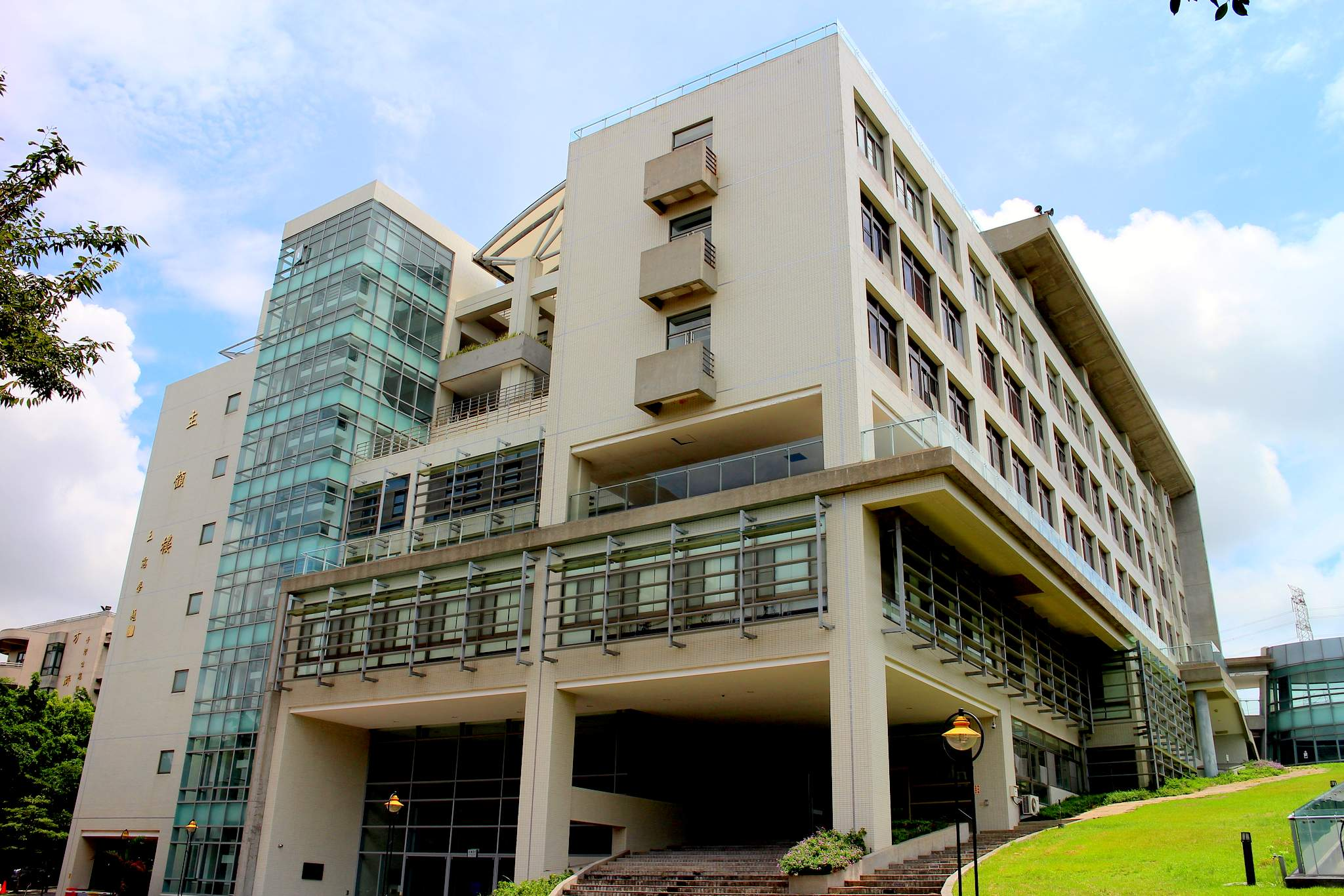
台灣文學系所在的主顧樓

### 中國文學系
- 1963年創系，1996年設立碩士班[1]
- 現有專任教師14位，兼任教師10位
- 系所位於伯鐸樓

### 社會工作與兒童少年福利學系
- 1986年創系，原名青少年兒童福利學系，2009年改為現名[2]
- 1996年設立碩士班，2005年設立碩士在職專班
- 現有專任教師12位，兼任教師33位，特聘教師1位
- 系所位於任垣樓

### 台灣文學系
- 2003年創系，2006年設立碩士班[3]
- 現有專任教師9位，兼任教師9位，合聘教師2位
- 系所位於主顧樓

### 法律學系
- 2003年創系[4]
- 原隸屬文學院，2004年改隸人文社會科學院
- 現有專任教師13位，兼任教師20位
- 系所位於任垣樓

### 生態人文學系
- 2001年設立生態學研究所，2003年增設學士班[5]
- 原名生態學系，2012年改為現名
- 現有專任教師7位，兼任教師4位，特聘教師1位
- 系所位於方濟樓

### 大眾傳播學系
- 2004年創系，為中台灣第一所設立大眾傳播學科的綜合大學[6]
- 現有專任教師10位，兼任教師14位
- 設有獨立媒體「創事紀NEWS+」[7][8]
- 系所位於任垣樓

### 教育研究所
- 2007年設立[9]
- 現有專任教師9位，兼任教師1位

## 學位學程
| 名稱                           | 設立時間 |
| ------------------------------ | -------- |
| 犯罪防治碩士學位學程           | 2017     |
| 社會企業與文化創意碩士學位學程 | 2017     |
| 原住民族文化碩士學位學程       | 2018     |

## 研究中心
| - 師資培育中心 | - 台灣研究中心 |

## 歷任院長
| 任別 | 姓名   | 任期 |
| ---- | ------ | ---- |
|      | 林克敬 |      |
|      | 鄭先祐 |      |
|      | 王振輝 |      |
|      | 郭俊巖 |      |

## 學術貢獻
- 《靜宜法學》（Providence Law Review）原名靜宜法律，2011創刊，每年12月發行，刊載國內外法學學者之學術論文[12][13]。
- 《紙飛機生活誌》（Paperplane）2011年創刊，原先為台文系教授申惠豐的個人專欄「紙飛機的故事生活[14]」。而後透過學校推動的特色課程「閱讀與書寫[15]」轉型為期刊，希望讀者透過文學、藝術的表現形式，發現及實踐生活的美學[16]。

## 軼事
- 社工系畢業學生何思穎，志願投入東台灣家扶中心服務，一次探訪友人後受到啟發，前往寮國、史瓦帝尼擔任家扶代表，協助訓練當地社工[17][18]。
- 2019年，就讀法律系三年級的林致宇，因不滿香港特區政府對於反送中運動的處置，寄送冥紙、血衣至香港經濟貿易文化辦事處，後被台北地檢署依恐嚇公眾罪嫌起訴[19][20][21][22]。

## 外部連結
- 靜宜大學人文暨社會科學院首頁 （页面存档备份，存于）